# 木兰镇 (虞城县)
木兰镇，是中华人民共和国河南省商丘市虞城县下辖的一个乡镇级行政单位。

## 行政区划
木兰镇下辖以下地区：
营廓村、张楼村、杨楼村、周庄村、赵石槽村、王庄村、李双阁村、营子村、王庙村、大陈村、肖庄村、杜楼村、小集村、孟楼村、丁油坊村、陈桥村、高楼村、马屯村、陈楼村和赵集村。

## 交通
- 京九铁路：木兰站